# Casole d'Elsa
Casole d'Elsa es una localidad italiana de la provincia de Siena, región de Toscana, con 3.892 habitantes.

Ubicación de la ciudad de Casole d'Elsa dentro de la provincia de Siena.

## Evolución demográfica
| Gráfica de evolución demográfica de Casole d'Elsa entre 1861 y 2001 |
|                                                                     |
| Fuente ISTAT - Elaboración gráfica por parte de Wikipedia           |